# 紐約州第十四國會選區
紐約州第十四國會選區（New York's 14th congressional district）是美國紐約州的一個眾議員選區，選區範圍為紐約市布朗克斯區東部及皇后區中北部，根據2018年估計，本選區約有706,440名居民，其中拉丁裔佔49.8%，是紐約州拉丁裔選民比例最高的選區。
自2019年起本區眾議員為民主黨的亚历山德里娅·奥卡西奥-科尔特斯（Alexandria Ocasio-Cortez）。